# Can Quadres
Can Quadres és una antiga filatura d'estam que hi ha al rodal de Sabadell protegida com a bé cultural d'interès local.

## Descripció
L'edifici de producció es va resoldre a partir de la repetició d'un mòdul de set metres d'amplada, amb coberta a dos vessants –el del nord vidrat per aconseguir la il·luminació natural de l'interior– que cobria una gran superfície estesa en les dues direccions ortogonals. El procediment s'acostava al de dent de serra sense arribar-hi, i seguia linealment precedents francesos. Al sud i a l'oest, aquest sistema quedava limitat per dues naus convencionals, amb la caldera situada al centre de la de migdia. La casa del director, aïllada davant d'aquesta façana, també és del primer moment. La nau no va ser mai ampliada, i les necessitats creixents d'espai es van anar resolent amb edificis independents al seu entorn. Avui està molt compartimentada.

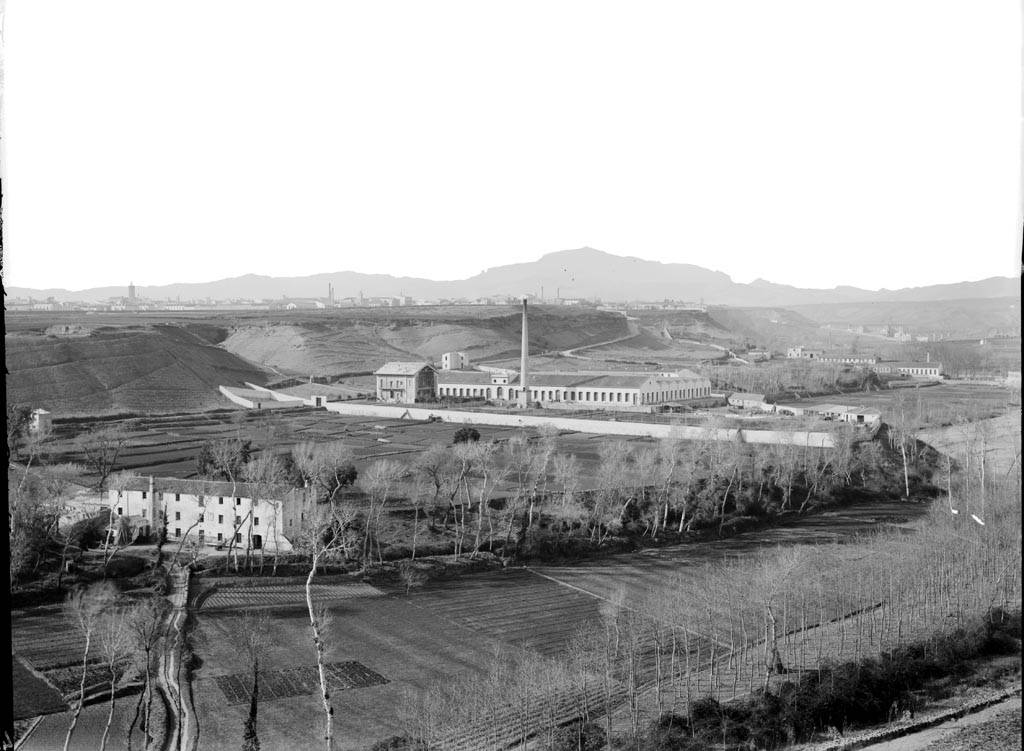
Fàbrica José Cuadras y Prim des de la riera; al fons, Sabadell (entre 1888 i 1896)

## Història
El 1881 l'enginyer industrial Narcís Nunell va contractar la construcció de la fàbrica que Cuadras i Feliu –aleshores establerts al Vapor Badia volia edificar en terrenys de l'ermot de Sant Oleguer. Consta que el 1883 la nova fàbrica estava acabada i que hi havia nou selfactines, dues màquines de retòrcer, onze bobinadores, dotze cardes i una màquina de vapor de cent cavalls de potència. El mestre d'obres fou Marc Manich i el director de la fàbrica, el senyor Jenny. Posteriorment s'hi succeïren diferents noms comercials: Cuadras, Feliu i Companyia; Josep Cuadras i Prim, i Societat Anònima Successora de Cuadras i Prim, totes dedicades a la indústria de la filatura d'estam.